# الجمعية البرلمانية الأورومتوسطية
تأسست الجمعية البرلمانية الأورومتوسطية في نابولي في الثالث من ديسمبر عام 2003، بقرارٍ من المؤتمر الوزاري للشراكة الأوروبية المتوسطية؛ وتعتبر هذه المؤسسة أحدث مؤسسة في عملية برشلونة. كما افتتحت الجمعية البرلمانية الأورومتوسطية إجراءاتها في أثينا يومي الثاني والعشرين والثالث والعشرين من شهر مارس عام 2004، ويضم مكتبها رؤساء مجلس الشعب المصري والبرلمان الأوروبي ومجلس النواب التونسي والبرلمان اليوناني.
الجمعية البرلمانية اليورو متوسطية هي مسار برشلونة في المؤسسة البرلمانية والتي تقوم بدور استشاري يتضمن توفر الجمعية دفعة برلمانية، وتساهم وتدعم توطيد وتطوير الشراكة الأوروبية المتوسطية؛ وتعبر الجمعية عن أرائها في جميع القضايا المتعلقة بشأن الشراكة بما في ذلك تنفيذ اتفاقيات الشراكة؛ تتبنى الجمعية بعض القرارات أو التوصيات -غير الملزمة قانونيا- الموجهة إلى  المؤتمر الأورومتوسطي.

## الأعضاء
تتكون الجمعية البرلمانية الأورومتوسطية من برلمانيين يتم تعيينهم من قبل البرلمانات الوطنية للدول الأعضاء في الاتحاد الأوروبي، والبرلمانات الوطنية لدول البحر الأبيض المتوسط، والبرلمان الأوروبي. 
الدول الأعضاء:
| - ألبانيا - الجزائر - أندورا - البوسنة والهرسك - قبرص - كرواتيا - مصر | - مقدونيا - فرنسا - اليونان - إسرائيل - إيطاليا - الأردن | - لبنان - ليبيا - مالطا - المغرب - موريتانيا - موناكو | - الجبل الأسود - فلسطين - البرتغال - سوريا - صربيا - سلوفينيا | - تونس - تركيا |

الشركاء:
- الفاتيكان
- رومانيا

المراقبون:
- مؤسسة البحر الأبيض المتوسط
- اليونسكو
- جامعة الدول العربية
- المنظمة العالمية للأرصاد الجوية

## اللجان
تتكون الجمعية من 4 لجان، ولجنة واحدة خاصة، ولكل منها 80 عضواً وأربعة أعضاء في المكتب، ومسؤوليتهم هي معالجة كل فرع من فروع الشراكة:
•لجنة الشؤون السياسية والأمنية وحقوق الإنسان.
•لجنة الشؤون الاقتصادية والمالية والاجتماعية والتعليم.
•لجنة تعزيز جودة الحياة، التغيرات الإنسانية والثقافية.   
•لجنة حقوق المرأة.
•اللجنة المخصصة للطاقة والبيئة.

## روابط خارجية
- الموقع الرسمي.